# Olof Näringh

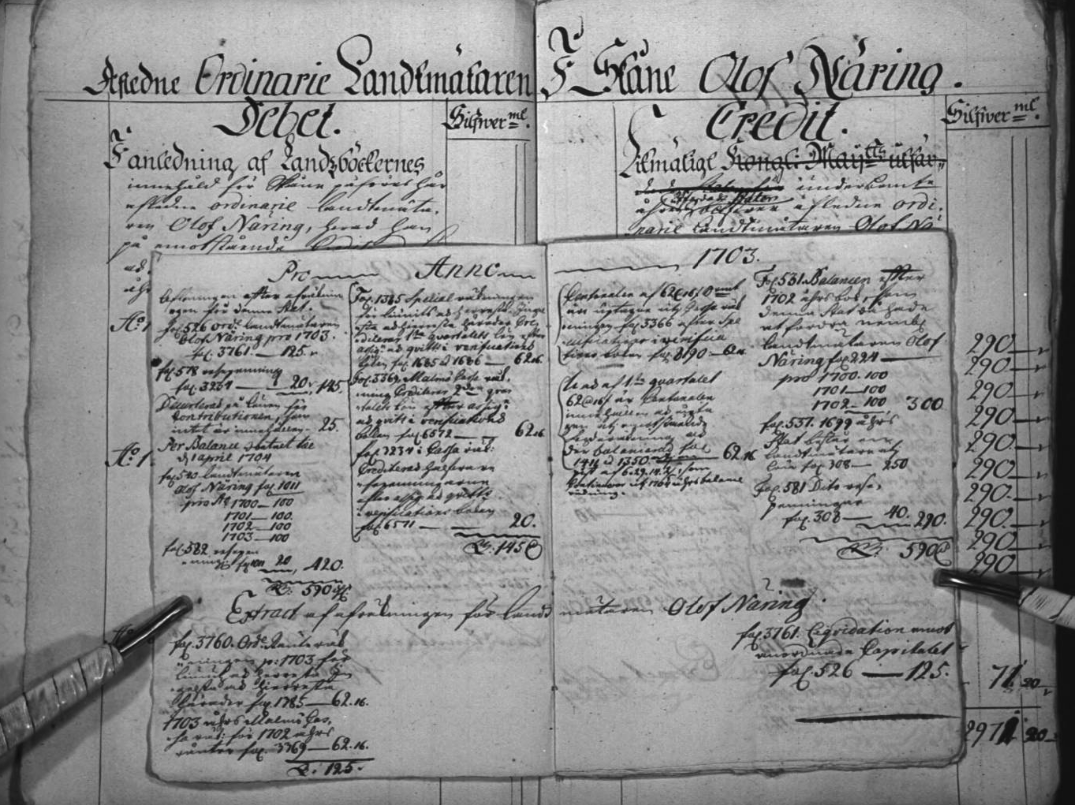
Del av likvidationshandlingar av ”Afledne Ordinarie Landtmätaren I Skåne Anders Näring”

Olof Näringh (Oluf Næringh), född omkring 1665, död 23 mars 1710 i Everlöv,  var en svensk lantmätare.  

Karta över Everlövs by upprättad av Olof Näringh år 1703.

## Biografi
Olof Näringh avlade examen år 1691 och blev extra ordinarie lantmätare samma år, men hade redan 1687 erhållit fullmakt som lantmätare av landshövdingen, men först år 1691 av kammarkollegiet. Han blev den förste egentlige ordinarie lantmätaren i Skåne 1697. Kartor finns av honom efter den gamla (icke färglagda) metoden 1687–93, samt efter den nya metoden (med skogsbeteckning och färglagda inägor) 1694–1709. I Lantmäteriets arkiv finns kartor och beskrivningar över bland annat Skivarp (år 1689), Torsjö i Solberga socken (1689), Tingaröd (1696), Mossby (1697) och Krågarp (Krågerup, 1697) i Västra Nöbbelövs socken; Solberga och Örsjö (1698); Ekarp/Egerup (1701), Trunnerups mölla (1701) och Norra Villie i Villie socken (1701), Everlöv i Everlövs socken (1703) samt Villie i Lilla Slågarps socken (1708).